# Jardín Jacquard
El jardín Jacquard, o jardín del Lanificio Rossi, es un jardín inglés tardorrománico situado en el casco antiguo de Schio (Vicenza), justo enfrente de la sede histórica de la fábrica de lana, comisionado por el industrial Alessandro Rossi y realizado entre 1859 y 1878 por el arquitecto vicentino Antonio Caregaro Negrin.
Fue titulado en honor del francés Joseph-Marie Jacquard, inventor del telar automático . El jardín estaba abierto a los trabajadores de la fábrica. 
Del complejo forma parte también un edificio destinado al descanso; el teatro Jacquard, con una capacidad de 800 espectadores pero actualmente en desuso; la preexistente pequeña iglesia de San Rocco -modificada por el mismo Caregaro Negrin con formas neogóticas-; un invernadero a exedra; un ninfeo; un sistema de cuevas; jardines en azoteas y un belvedere.
El jardín pertenece al ayuntamiento de Schio y, a causa del terrible estado de conservación, está solo parcialmente y ocasionalmente visitable. Desde 2015 están en curso las obras de reestructuración del complejo, financiadas por el ayuntamiento de Schio, por la región Veneto, por la fundación Cariverona y por el FAI. El jardín Jacquard es incluido en el circuito de los Museos Altovicentino.

## Descripción

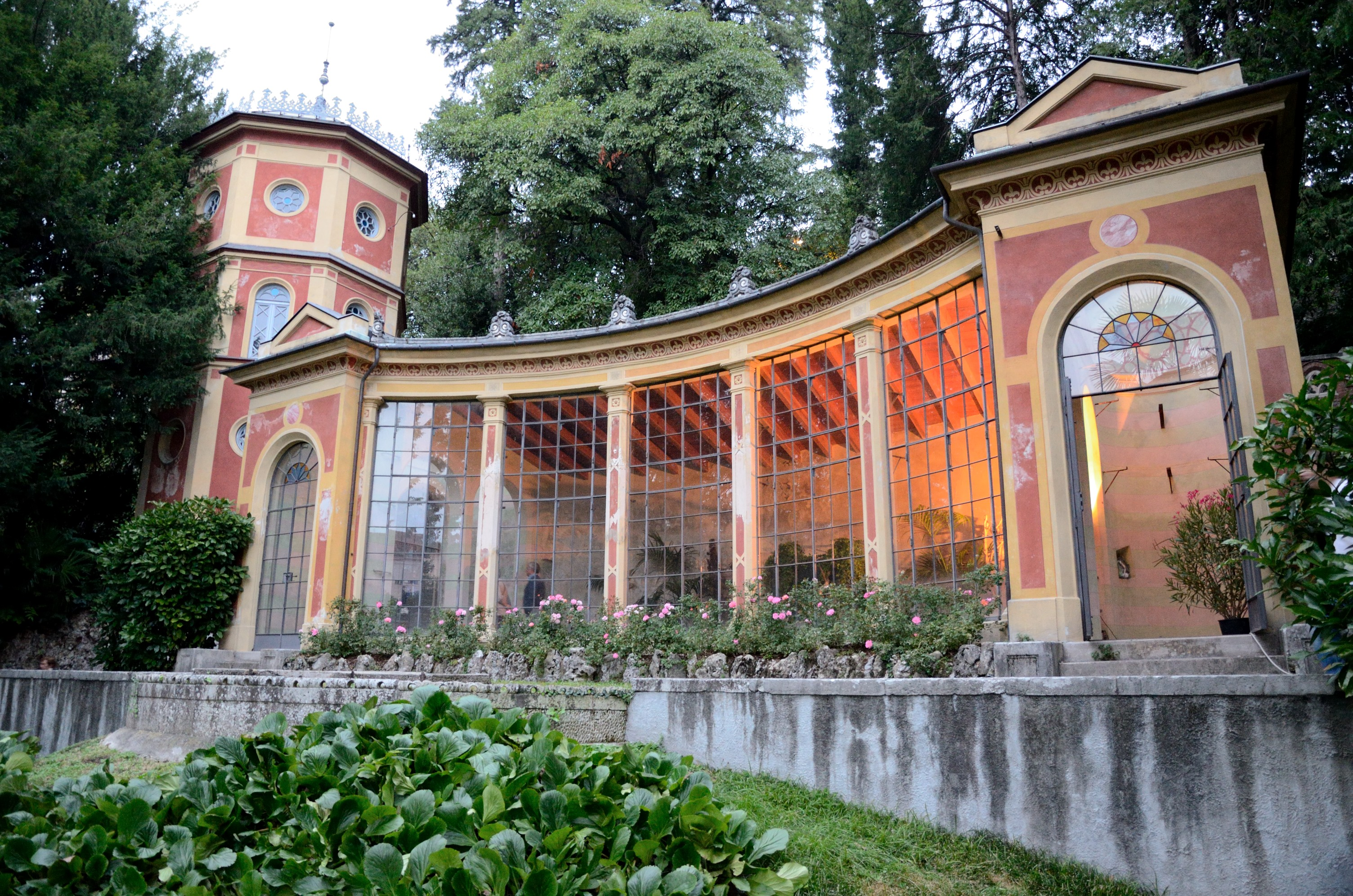
El invernadero y la torretta

El jardín surge en la zona ya ocupada en el XVIII siglo por las antiguas fábricas fundadas por Nicolo Tron. posteriormente adquiridas por los Rubini y finalmente por los Rossi. Antes de crear el jardín la zona era utilizada para fines productivos: estaba presente una textura a la izquierda (la actual “tettoia degli operai”, obra de 1878 de Edgard Larsimon Pergameni), el almacén lanas a la derecha (después teatro Jacquard). estaban presentes tendederos para los paños en lana y los urinarios para los trabajadores explotados para producir el amoniaco utilizado para el ciclo de producción.
El jardín se desarrolla en una área de 5000 metros cuadrados aproximadamente, en parte llanos y en parte en pendiente, y culmina verso la pequeña iglesia de San Rocco, la que se encuentra en la posición más alta, aunque siendo colocada en el exterior de las murallas que rodea el jardín. Una escalera en piedra y guijarros, puesta fuera de las murallas en el lado derecho del jardin, conduce directamente a la iglesia. La entrada del jardín está delimitado por una elegante verja en hierro forjado, con columnas octogonales coronadas por farolas.

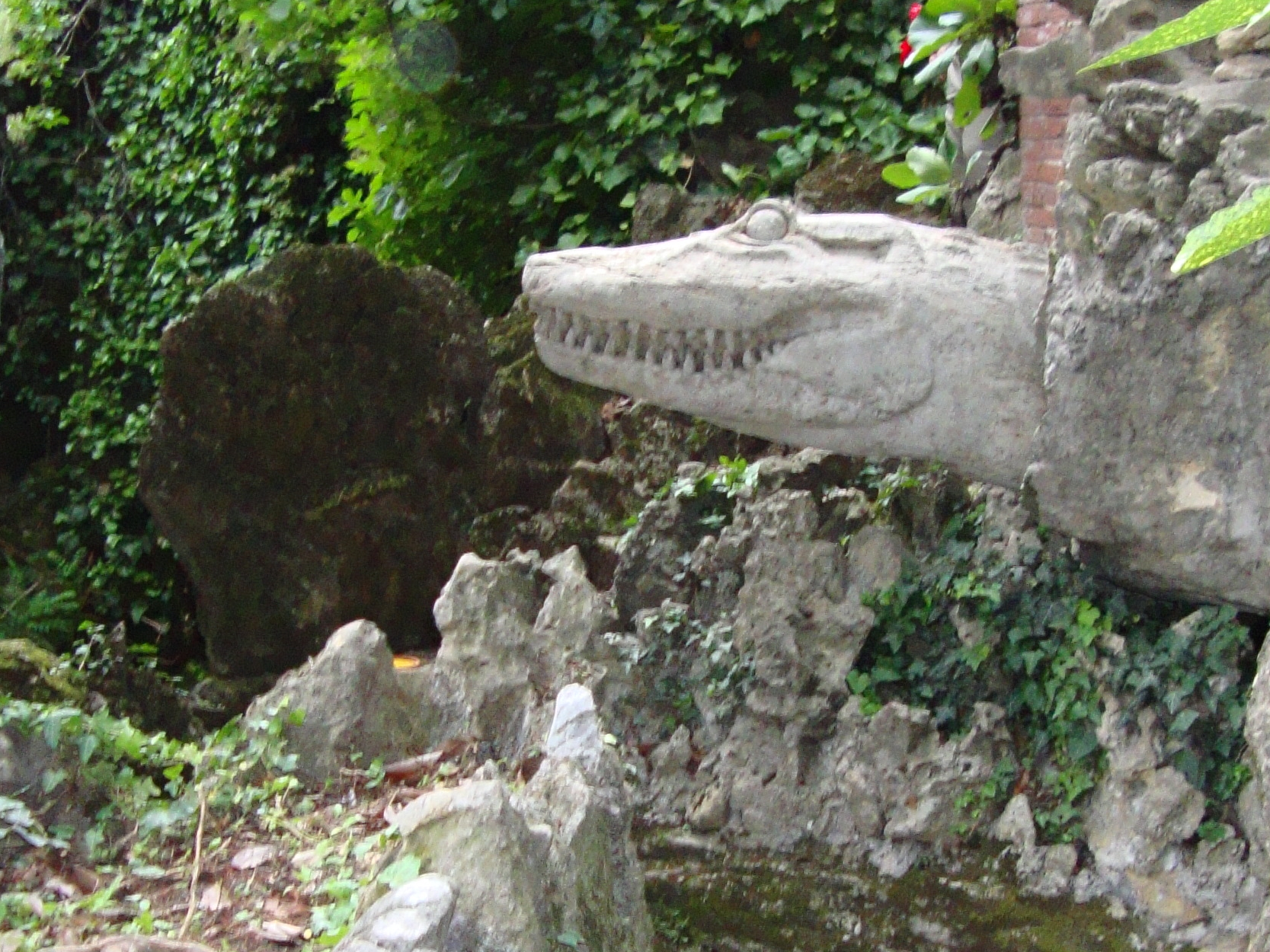
Cabeza de cocodrilo que emerge de las rocas, elemento escultural del ninfeo

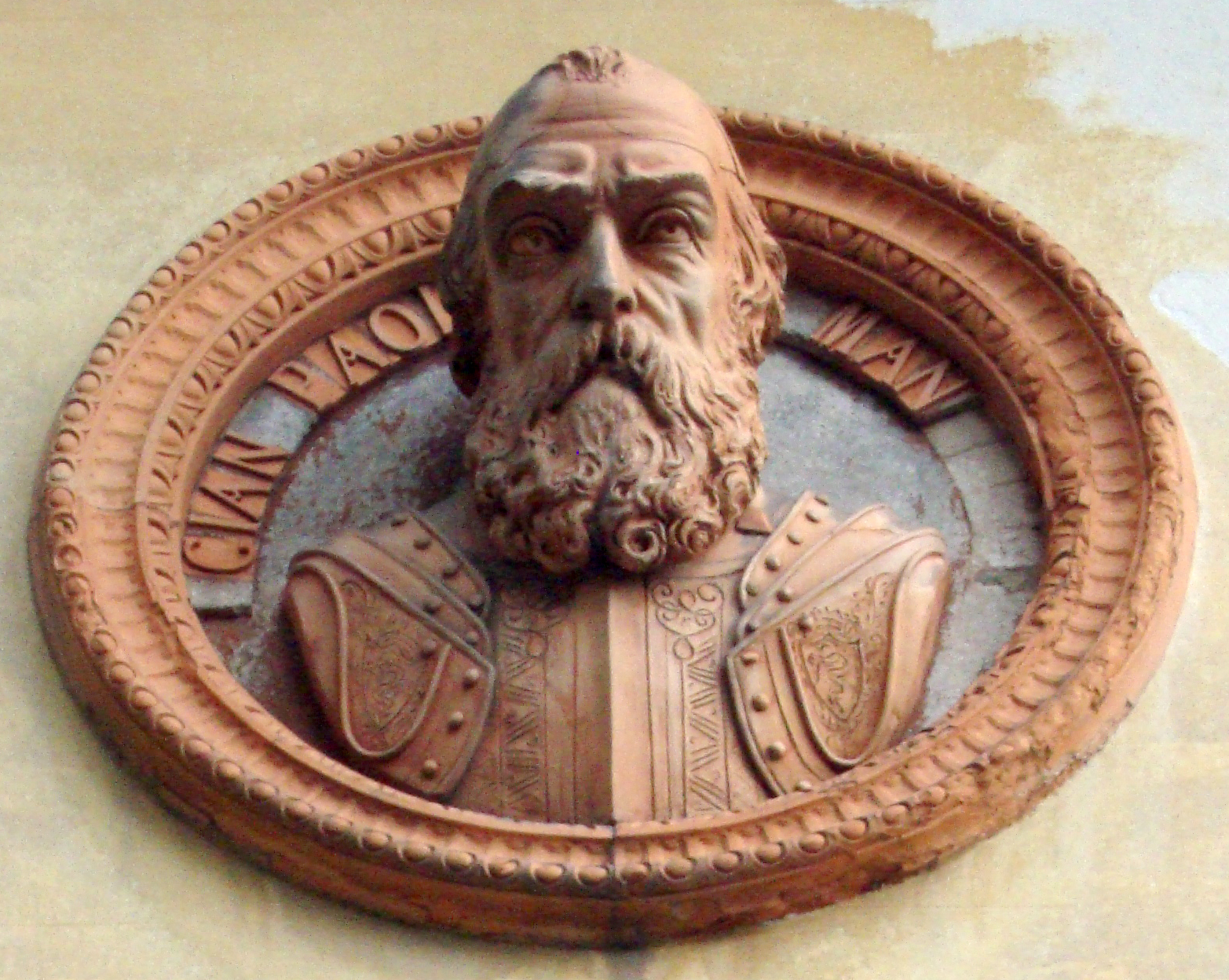
Uno de los doce medaillones en terracota que ornamentan la fachada del teatro

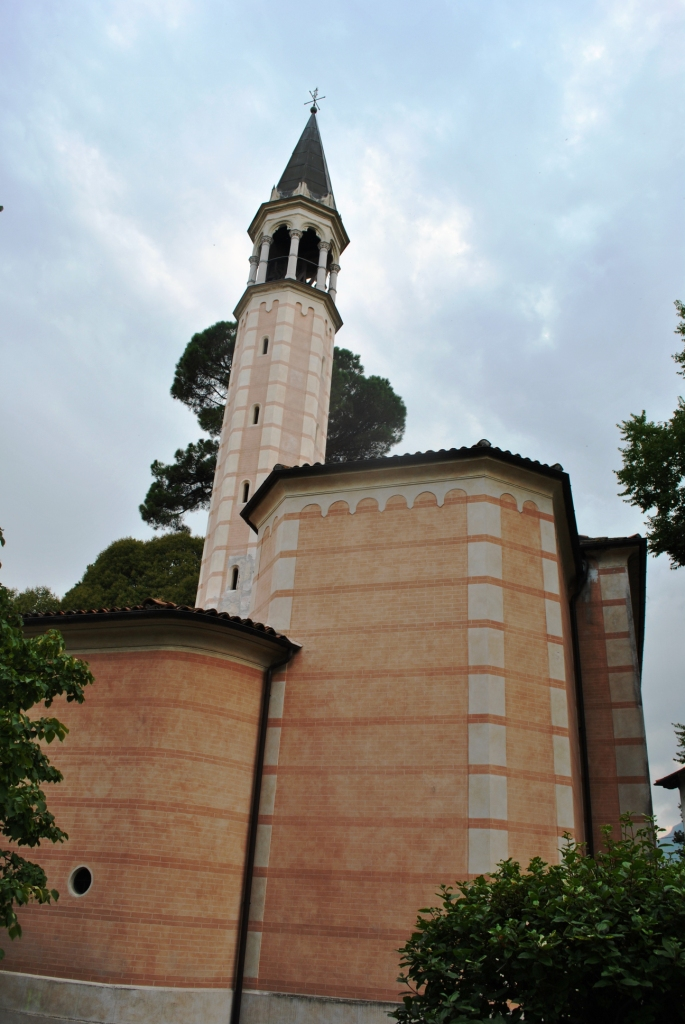
Vista posterior de la chiesetta de San Rocco

La parte llana del jardín se caracteriza por sinuosos callejones, especies botánicas de diversos tipos, e por los monumentos dedicados a Francesco e Alessandro Rossi: el primero es un busto marmóreo encuadrado en un edículo (obra de 1863 de Giuseppe Groggia) que se encuentra a las inmediaciones de la “tettoia degli operai”, pequeño edificio que delimita el jardín a la izquierda de la entrada principal (1878, Pergameni); el segundo es una estatua de bronce realizada por en 1899 por Achille Alberti. Más en el interior se encuentra el invernadero cálido-húmedo a exedra con amplias vidrieras y la torreta con el característico techo a pagoda. Estos dos elementos representan el límite de el área llana del jardín, posteriormente de los que se desarrolla la parte en pendiente.

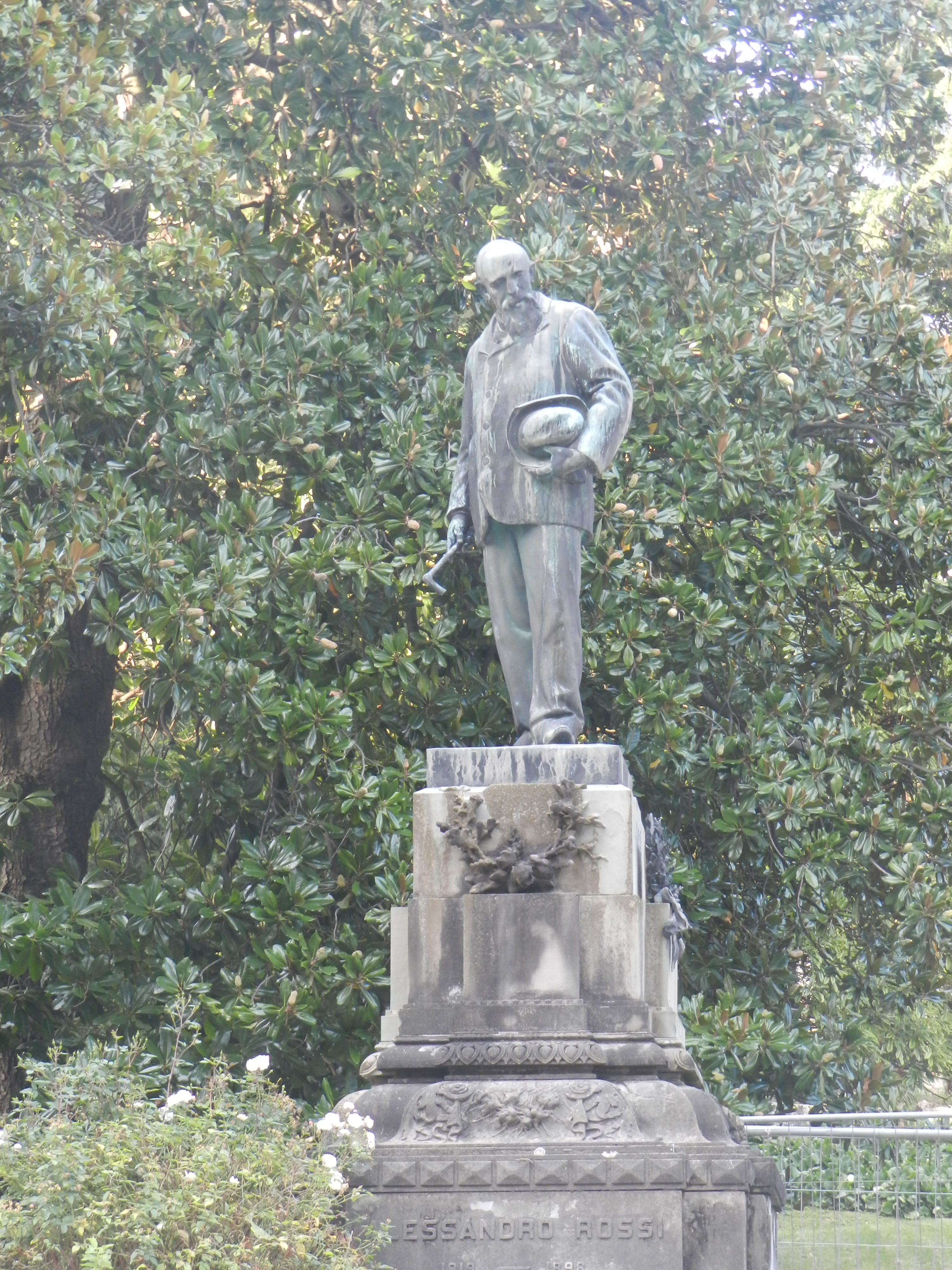
El monumento bronzeo dedicado a Alessandro Rossi, obra de Achille Alberti de 1899

Esta área, compuesta por unos materiales y ornamentos diversos (guijarros, terracota, escollos artificiales, decoraciones, esculturas, barandillas, jardines en azotea), está caracterizada por el ninfeo, coronado por el busto de Atlas, y por la monumental entrada as las cuevas artificiales, con paisajes sugestivos y callejones sinuosos.

### Teatro Jacquard
El teatro, en desuso, se desarrolla en la parte lateral del jardín y delimita sus fronteras en la parte derecha. Fruto de una readaptación de 1869 del ex edificio destinado a almacén des lanas, el teatro, puesto al primer piso del edificio, tenía una capacidad de aproximadamente 800 puestos desglosados entre platea y pequeña logia en madera. La planta baja alojaba en vez estructuras para los trabajadores de la fábrica de lana: escuela nocturna, cafetería, biblioteca. La fachada, en estilo lombardo, está enriquecida por doce medallones en terracota, obra de 1868 de Gian Battista Boni, que representan los bustos de otros tantos personajes ilustres de Schio (Amrogio Fusinieri, científico; Giano Reghellini, doctor; Giulio Manfron, capitán de ventura; Giovanni da Schio, clérigo; Francesco Righelini, dibujante, histórico y dramaturgo; Francesco Gualtieri, pintor; Carlo Bologna, clérigo y profesor; Pietro Maraschin, clérigo y político). Para completar la serie dedicada a los ciudadanos ilustres, en el exterior del teatro se encuentra el busto dedicado a Sebastiano Bologna, socio fundador de la Lanerossi con Francesco, padre de Alessandro.

### Iglesia de San Rocco
El edificio del XVI siglo dedicado a San Rocco, aunque se encuentra en el exterior de el área del jardín Jacquard, representa uno de sus importantes elementos paisajísticos.
Mucho escarsa la documentación referente a la fundación del edificio: la iglesia fue edificada seguramente antes de 1580 para contrarrestar una epidemia de peste, quizás la que se propagó en 1575. En 1615 fue creada la cofradía de San Rocco, activa hasta todo el XVIII siglo, que se ocupaba de la cura de la iglesia. Numerosos intervenciones embellecieron la iglesia en el curso del XIX siglo: la construcción de la sacristía (1836), la eliminación de la cantoría (1837) y la elevación de la primitiva espadaña (1852).
Ampliada y modificada por Antonio Caregaro Negrin entre 1862 y 1864, en concomitancia con los trabajos del subyacente jardín, la iglesia asumió formas neogóticas, en particular gracias a la adición del esbelto campanario octogonal, que antes faltaba, caracterizado por una aireada célula de la campana, respaldada por delgadas columnas en piedra. En el exterior la iglesia presenta un yeso decorado y pintado a fin de simular el efecto de ladrillos en terracota; en la parte superior hay una decoración de banda lombarda. La simple fachada a dos aguas, coronada por una estatua de la Inmaculada, presenta en vez un rosetón con una simple decoración. 
El interior consiste de una aula rectangular -donde están conservados un interesante crucifijo en madera y las estatuas de San Rocco (1844) y San Sebastiano (1889)- terminada por un ábside poligonal donde se encuentra el altar de mármol de 1765 dedicado a San Rocco, que contiene sin embargo una Virgen de las Gracias esculpida en 1929 por Romano Cremasco.

### Patrimonio botánico
No obstante el estadio de degradación en lo que se encuentra el jardín, él conserva, además de varios tipos de arbustos y flores, también varios y imponentes ejemplares de plantas tanto locales como exóticas. Entre ellas: Magnolia × soulangeana, Secuoya sempervirens, Sequoiadendron giganteum, Cupressus lambertiana, Taxus baccata, Magnolia grandiflora, Celtis australis.

## Otros proyectas
- Multimedia en Commons.

- Wikimedia Commons contiene immagini o altri file su Giardino Jacquard